# Hautes-Terres occidentales
Hautes-Terres occidentales est une province de la Papouasie-Nouvelle-Guinée appartenant à la région des Hautes-Terres.

## Municipalités de la division
- Baiyer River
- Mount Hagen
- Dei
- Mul-Baiyer
- Tambul-Nebilyer, ville principale Nebilyer
- Jimi
- Nord Waghi
- Sud Waghi, Anglimp